# Sławomir Buryła
Sławomir Buryła (ur. 1969) – polski literaturoznawca, profesor nauk humanistycznych.

## Życiorys
W 1999 roku obronił w Instytucie Badań Literackich Polskiej Akademii Nauk rozprawę doktorską pt. Kultura i Zagłada. O pisarstwie Tadeusza Borowskiego i Leopolda Buczkowskiego, a w 2007 roku w tej samej jednostce na podstawie pracy pt. Opisać zagładę. Holocaust w twórczości Henryka Grynberga uzyskał stopień doktora habilitowanego. W 2015 uzyskał tytuł profesora nauk humanistycznych.
Pracuje w Instytucie Filologii Polskiej Uniwersytetu Warmińsko-Mazurskiego w Olsztynie; w latach 2010-2014 był jego dyrektorem. 
Od 2009 roku przewodniczący Rady Naukowej Żydowskiego Instytutu Historycznego, a od 2013 członek Rady Programowej tego Instytutu. Zajmuje się m.in. literaturą polską drugiej poł. XX wieku i pocz. XXI, w tym m.in. problematyką Holocaustu, totalitaryzmu i pogranicza historii i literatury.